# 제임스 벨루시
제임스 애덤 벌루시(James Adam Belushi, 1954년 6월 15일 ~ )는 짐 벌루시(Jim Belushi)로 활동 중인 미국의 배우, 희극인, 음악가이다.

## 출연 작품

### 영화
- 내 사랑 컬리 수 (1991)
- 붉은 유혹 (1992)
- 솔드 아웃 (1996)
- 레트로액티브 (1997)
- 다시 사랑할까요 (2000)
- 유령 작가 (2010) - 존 매독스 역
- 더 홀 트루스 (2016)
- Sollers Point (2017)

### 텔레비전
- 어코딩 투 짐 (2001-09)